# Музей магистрального транспорта газа
Музей магистрального транспорта газа — научно-познавательный музей об истории становления и развития российского магистрального транспорта газа, созданный и функционирующий на базе газотранспортного предприятия  Газпром трансгаз Москва. Музей открыт 9 декабря 2016 года.
Музей ставит своей главной задачей сохранение истории зарождения, становления и развития магистрального транспорта газа в СССР и Российской Федерации, стимулирование у посетителей стремления к изучению естественных наук и освоению профессий технологической направленности для работы в газовой отрасли.

## Экспозиция
Постоянная экспозиция, разместившаяся на площади 1 тыс. м², — уникальная в своём роде. Музей расположен в здании, где в 1950-е годы находилось Подмосковое районное управление газопровода «Саратов — Москва» — первого в СССР магистрального газопровода, связавшего в 1946 году Москву с Елшанским газовым месторождением (Саратовская область) и заложившего основу для создания современной Единой системы газоснабжения России (ЕСГ)
Основная выставочная экспозиция представляет собой комплекс из десяти залов и технопарка.
Площадка включает в себя исторический блок, производственно-технический раздел и учебно-образовательную часть. Экспозиция создана с использованием современных интерактивных технологий.
Знакомясь с исторической частью экспозиции, посетители одновременно получают представление о масштабах деятельности предприятия. Здесь находится диорама «Первопроходцы», посвящённая одному из эпизодов строительства газопровода «Саратов — Москва» в 1946 году. В экспозиции «Вехи истории компании» представлены оригиналы документов, имеющих отношение к созданию газотранспортной системы страны, фотографии и кадры исторической хроники, подлинные инструменты строителей и газовиков. Особое место в музее занимает витрина «Память храним», в которой размещены военные реликвии, обнаруженные сотрудниками предприятия в ходе ежегодной всероссийской акции «Вахта Памяти».
На втором уровне музея посетители получают возможность познакомиться с основными аспектами процесса транспортировки газа, новыми технологиями. Посетителям предоставляется возможность совершить виртуальное путешествие по газовой трубе от эксплуатационной скважины до потребителя. С помощью макетов — очистить, сжать и охладить газ, определить дефекты сварного шва, пройти сквозь модель трубопровода диаметром 1420 мм, попробовать себя в роли оператора газораспределительной станции. В отдельной зоне можно примерить защитную одежду газовиков, сфотографироваться в ней.
На нулевом уровне расположены интерактивные макеты основных объектов Единой системы газоснабжения: компрессорная, газораспределительная, газоизмерительная станции, а также станция подземного хранения газа. На мультимедийных стендах запечатлён весь процесс транспортировки природного газа, демонстрируются принципы организации и работа станций.

## Музейный фонд
Фонд музея насчитывает более 2000 экспонатов, включая оригиналы документов, имеющих отношение к созданию газотранспортной системы СССР, фотографии, фонотеку, фалеристику, кадры исторической хроники, оригинальное газотранспортное оборудование.
Большинство экспонатов были предоставлены филиалами ООО «Газпром трансгаз Москва» и ветеранами газовой промышленности.

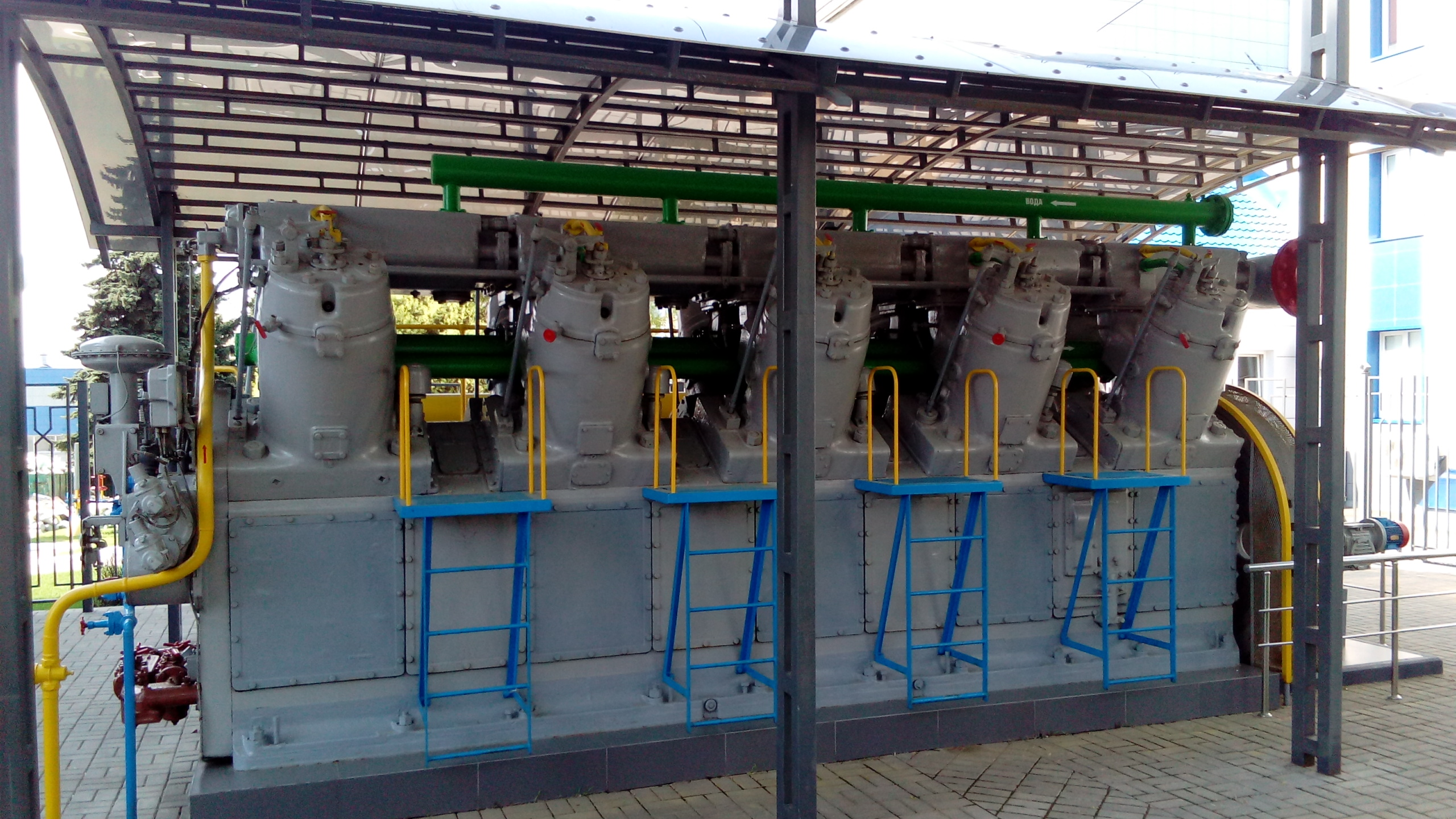
Газоперекачивающий агрегат производства компании Cooper Bessemer (англ.)

Уникальным экспонатом уличной экспозиции является газоперекачивающий агрегат производства компании Cooper Bessemer (англ.) Это один из 24 подобных агрегатов, которые в конце Великой Отечественной войны были доставлены из США в Архангельск, откуда их по железной дороге направили к месту строительства компрессорных станций газопровода Саратов — Москва. С железнодорожных платформ агрегаты перегружали на специальные металлические сани и при помощи танков Т-34, использовавшихся в качестве тягачей, доставляли на строительные площадки. После того, как с началом «холодной войны» поставки комплектующих и запасных частей для газового оборудования прекратились, почти вся «начинка» иностранных агрегатов была заменена на отечественную, а в 1950 году на Горьковском заводе «Двигатель Революции» было налажено производство отечественных газоперекачивающих агрегатов 10ГК-1.

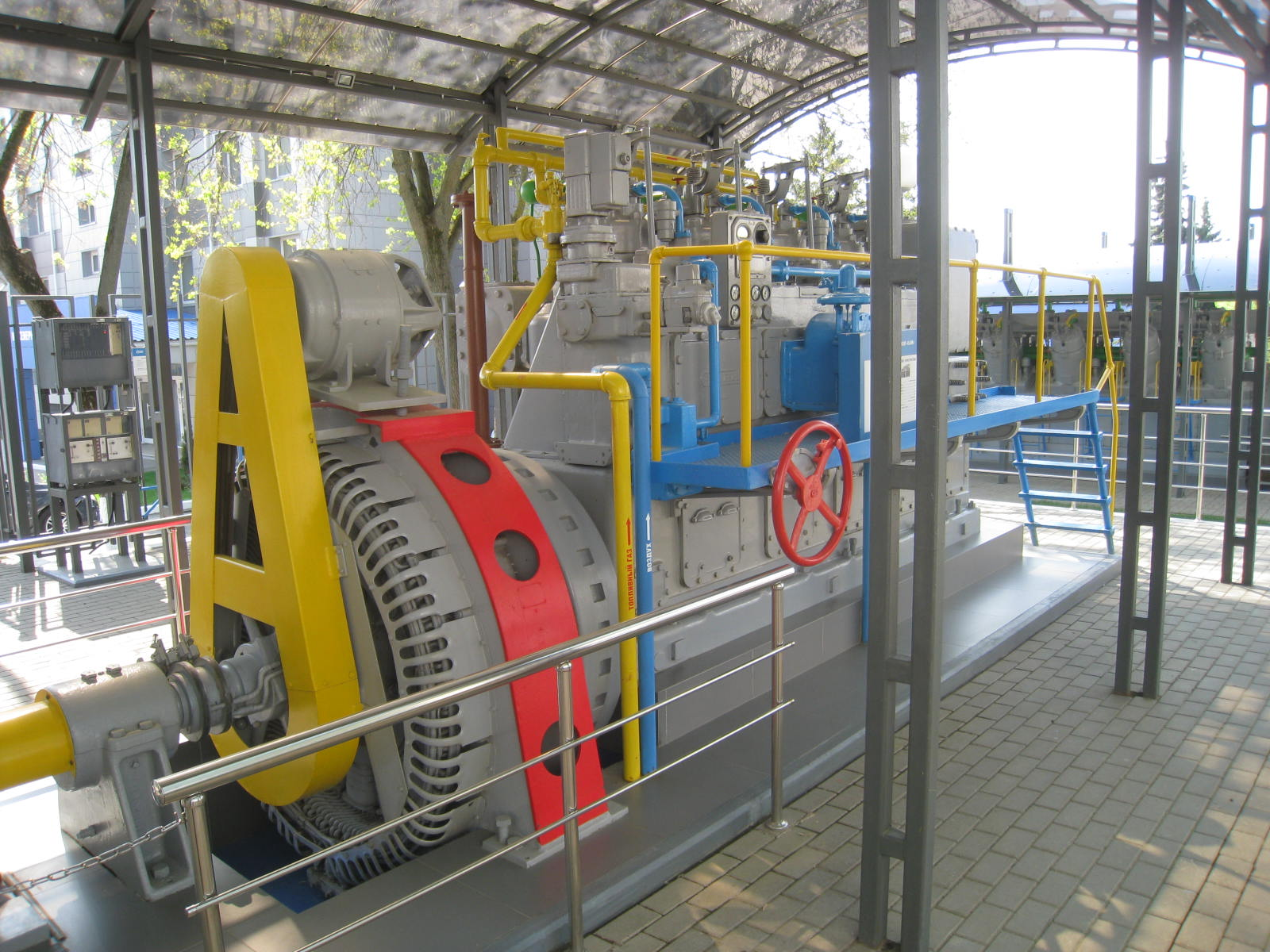
Газопоршневая электростанция Clark DG-4

Здесь же, на прилегающей к зданию территории, можно ознакомиться с мотор-генератором CLARK, а также с авиационным газотурбинным двигателем HK-12СТ — одним из тех, которые стали использоваться в транспортировке газа в середине 1970-х годов.

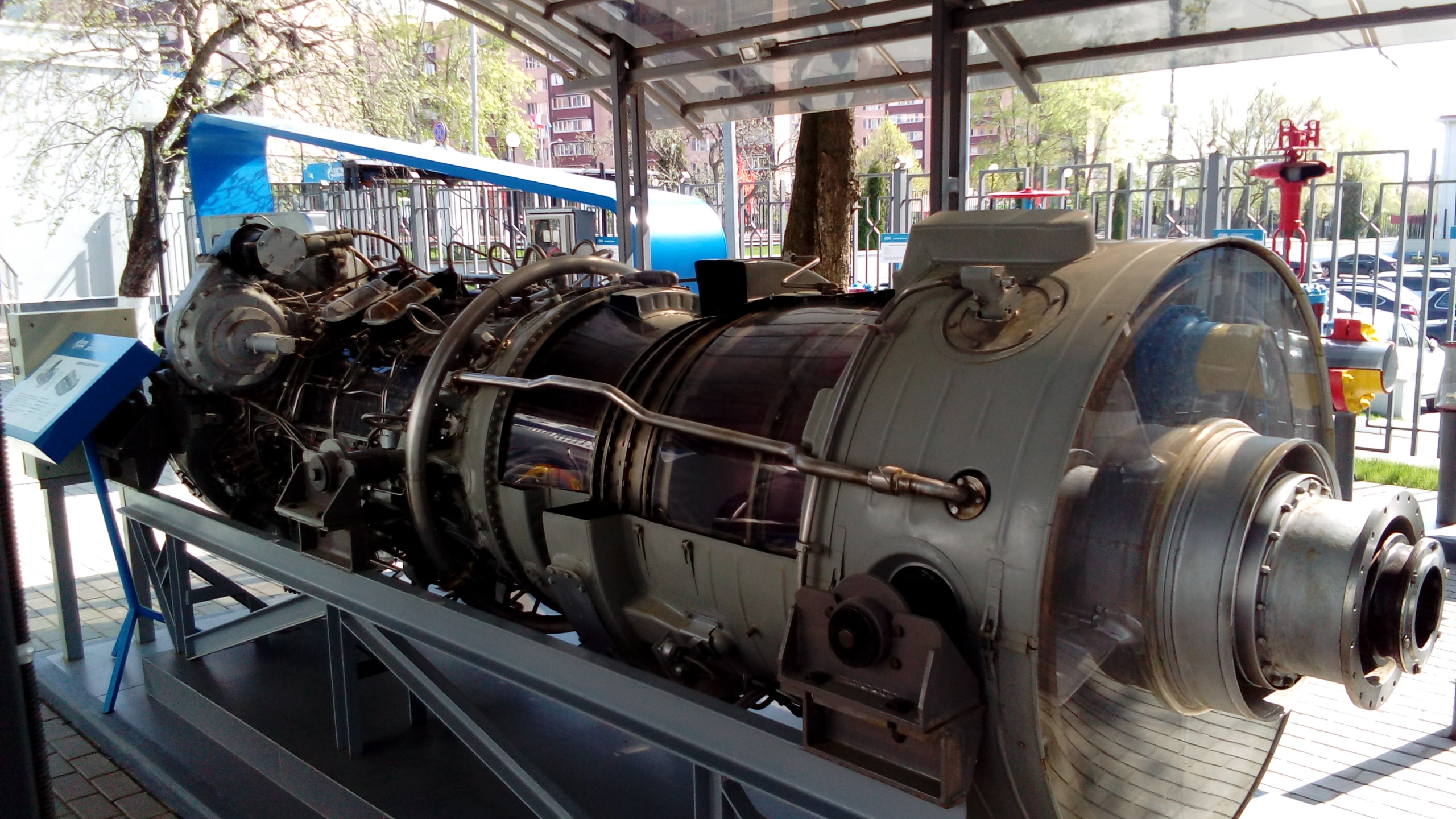
Газотурбинный двигатель НК-12СТ

Для строительства первого магистрального газопровода использовались трубы диаметра 325 мм. В музее представлен фрагмент такой трубы, извлечённый с глубины 2,5 м на отработавшем свой срок участке газопровода. Несмотря на то, что с окончания строительства прошло более 77 лет, на трубе хорошо сохранилась битумная изоляция, которая наносилась вручную.